# Weyburn Red Wings
Weyburn Red Wings je kanadský juniorský klub ledního hokeje, který sídlí ve Weyburnu v provincii Saskatchewan. Od roku 1968 působí v juniorské soutěži Saskatchewan Junior Hockey League. V letech 1966–1968 působil v soutěži Western Canada Junior Hockey League. Své domácí zápasy odehrává v hale Crescent Point Place s kapacitou 1 495 diváků. Klubové barvy jsou červená a bílá.
Nejznámější hráči, kteří prošli týmem, byli např.: Patrick Bordeleau, Joe Daley, Mark Hartigan, Dean Kennedy nebo Peter Schaefer.

## Úspěchy
- Vítěz SJHL ( 7× )
  - 1969/70, 1970/71, 1983/84, 1993/94, 1996/97, 1997/98, 2000/01

## Přehled ligové účasti
Zdroj: 
- 1961–1966: Saskatchewan Junior Hockey League
- 1966–1967: Canadian Major Junior Hockey League
- 1967–1968: Western Canada Junior Hockey League
- 1968–1972: Saskatchewan Junior Hockey League
- 1972–1973: Saskatchewan Junior Hockey League (Západní divize)
- 1973–1982: Saskatchewan Junior Hockey League (Jižní divize)
- 1982–1988: Saskatchewan Junior Hockey League
- 1988–1990: Saskatchewan Junior Hockey League (Jižní divize)
- 1990–1991: Saskatchewan Junior Hockey League (Severní divize)
- 1991–2000: Saskatchewan Junior Hockey League (Jižní divize)
- 2000–2013: Saskatchewan Junior Hockey League (Sherwoodova divize)
- 2013– : Saskatchewan Junior Hockey League (Viterrova divize)